# Soing-Cubry-Charentenay
Soing-Cubry-Charentenay település Franciaországban, Haute-Saône megyében. Lakosainak száma 565 fő (2022. január 1.). Soing-Cubry-Charentenay Fédry, Chantes, Fresne-Saint-Mamès, Noidans-le-Ferroux, Ray-sur-Saône, Traves, Vanne, Vellexon-Queutrey-et-Vaudey, Vy-le-Ferroux és La Romaine községekkel határos.

## Népesség
A település népessége az elmúlt években az alábbi módon változott:
| Lakosok száma | 521  | 544  | 567  | 570  | 575  | 579  | 583  | 576  | 565  |
|               | 2013 | 2015 | 2016 | 2017 | 2018 | 2019 | 2020 | 2021 | 2022 |